# 6474 Choate
6474 Choate (1987 SG1) là một tiểu hành tinh vành đai chính được phát hiện ngày 21 tháng 9 năm 1987, bởi Ted Bowell ở trạm Anderson Mesa.